# Guaro
|  | Per a altres significats, vegeu «Guaro (desambiguació)». |

Guaro és un poble de la província de Màlaga (Andalusia), que pertany a la comarca de la Sierra de las Nieves. El terme municipal està al nord de la Sierra de Mijas, creuat per turons com el Blanco, Donoso, Fogón i la Sierra. El seu principal riu és el Grande i els rierols Seco, Profundo, Santo i Tiora.

## Economia
La seva economia es basa en els cultius de secà (olivera i ametller) i en alguns terrenys de regadiu.

## Història
El primer assentament data de l'època àrab i va estar en el lloc conegut com a Guaro el Vell, als peus d'una torre que va formar part de la cadena de torres i castells del valle del Guadalhorce. El municipi va ser conquistat pels Reis Catòlics en 1485, està documentat que el seu agutzil morisc era, en 1491, Hamed Hazà, quan va acudir a la crida del qadi de Màlaga, Alí Dordux.
Guaro va aconseguir ser vila independent en 1614 per ordre del rei Felip IV, i el 28 de setembre de 1648 va concedir el Comtat de Guaro a Juan Chumacero de Sotomayor y Carrillo, Oidor de la Real Chancillería de Granada i Cavaller de Santiago, títol que encara avui posseïxen els seus descendents, la família Patiño.

## Monuments
El nucli urbà destaca per carrers típicament andalusos, cases blanques adornades amb flors. El seu principal monument és la parròquia de San Miguel, fundada en el segle xvi i reformada a principis del segle xvii per Pedro Díaz de Palacios. Després dels danys causats en la Guerra Civil va ser reconstruïda per Enrique Atencia. En el seu interior existeix una imatge de San Miguel, patró de Guaro. La torre és de quadrada de dos cossos, i la planta de creu llatina sense naus laterals. És també destacable l'Ermita del Santuari del Port, on se celebra anualment un romiatge, destacant la seva perspectiva panoràmica des d'allí.